# Provença (métro de Barcelone)
Provença est une station des lignes 6 et 7 du métro de Barcelone. Elle est située dans l'arrondissement de l'Eixample, à Barcelone.

## Situation sur le réseau
Établie en souterrain, Provença est située sur les lignes 6 et 7 du métro de Barcelone. Elle s'intercale entre Gràcia et Plaça de Catalunya, qui constitue le terminus des deux lignes,.

## Histoire
La station est ouverte au public le 18 août 1882, en surface. La gare enterrée est mise en service le 24 avril 1929. En 1970, un nouvel accès est créé au niveau de la rue du Roussillon, afin de faciliter la correspondance avec la station Diagonal. Le quai de départ en direction de Sarrià/Avinguda Tibidabo est équipé depuis 2003 de portes palières afin d'éviter tout risque de chute aux heures de pointe.

## Service aux voyageurs

### Intermodalité

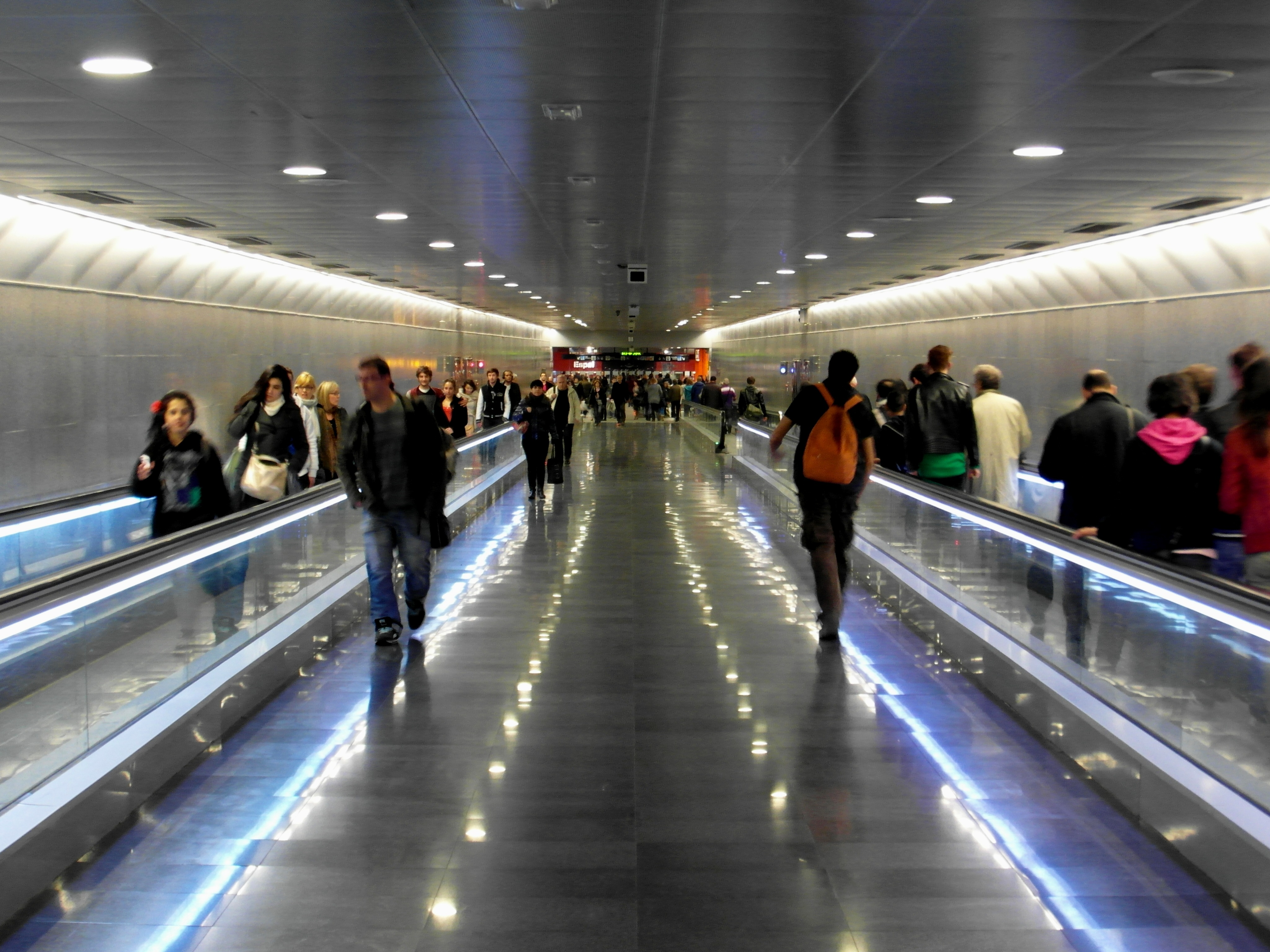
Tunnel entre Provença et Diagonal.

La station constitue un pôle d'échange ferroviaire entre les lignes 6 et 7 et la station Diagonal, desservie par les lignes 3 et 5.
Les deux stations sont reliées en souterrain par un tunnel piétonnier, équipé de tapis roulants et long d'une centaine de mètres.